# Копнина, Татьяна Владимировна
Копнина Татьяна Владимировна (11 ноября 1921, Красноярск, РСФСР — 6 марта 2009, Санкт-Петербург, Российская Федерация) — советская художница, живописец, педагог, член Санкт-Петербургского Союза художников (до 1992 года — Ленинградской организации Союза художников РСФСР).

## Биография
Татьяна Владимировна Копнина родилась 11 ноября 1921 года в Красноярске.
В 1941 году Копнина поступила на первый курс живописного факультета Ленинградского института живописи, скульптуры и архитектуры. Занималась у Александра Зайцева, Генриха Павловского, Семена Абугова. В 1950 с отличием окончила институт по мастерской профессора Михаила Авилова с присвоением квалификации художника живописи, дипломная работа — жанровая картина «На текстильной фабрике».
В одном выпуске с Копниной институт окончили Евгения Антипова, Валентин Бернадский, Любовь Валева, Анатолий Васильев, Нина Веселова, Ольга Десницкая, Мария Добрина, Екатерина Ефимова, Вячеслав Загонек, Владимир Захаотин, Александра Левушина, Никита Медовиков, Николай Мухо, Леонид Петров, Александр Пушнин, Ефим Рубин, Александр Соколов, Юрий Тулин, Борис Харченко и другие известные в будущем художники. Тесное творческое общение и дружба со многими из них сохранится у Татьяны Копниной на многие годы. Художник Александр Пушнин станет её мужем. В 1961 году у них родится дочь Наталья Александровна Пушнина, которая в 1989 году также окончит Ленинградского института живописи, скульптуры и архитектуры имени И. Е. Репина и станет и станет известным живописцем.
С 1949 года Копнина участвовала в выставках ленинградских художников. Писала портреты, жанровые композиции, пейзажи, натюрморты, этюды с натуры. На городской выставке 1951 года были отмечены её работы «Портрет учительницы А. Карновской» и «Портрет школьницы» (обе 1951). Этот успех помог утвердиться в выборе ведущего жанра, которым стал живописный портрет, а главными темами — детские и юношеские образы, мир молодого современника. В работах Копнина неизменно стремилась передать характер и настроение своих героев, которые угадываются не только по выражению лиц, глаз и детской мимике, но и в позе, характерном взгляде, наклоне головы, деталях костюма.
Наблюдательность, искренний интерес к своему герою объясняют и другое важное качество её живописи: в создаваемых образах незримо, но явственно присутствует время, эпоха, которой принадлежит герой. Таковы показанные на выставках работы «Портрет студентки института им. Лесгафта Цянь Ли-хуа» и «Портрет аспирантки» (обе 1956), «Портрет студентки Н. Ямковой» (1957), «Девочки» (1960), «На катке» (1964), «Портрет Володи Синегубова» (1971), «Наташа» (1973), «Девочка» (1973) и другие.
Помимо портрета и портрета-картины Копнина часто обращалась к натюрморту, создав в этом жанре немало оригинальных по композиции и тонких по живописи работ. Среди них «Натюрморт» (1957), «Рыбы» (1967), «Подсолнухи» (1972), «Розы» (1986) и другие.
Живописную манеру Татьяны Копниной отличают широкое письмо и свободное владение рисунком. Колорит произведений сдержанный, строится преимущественно на отношениях теплых и холодных тонов и звучных светотеневых контрастах. В 1950 Копнина была принята в члены Ленинградского Союза советских художников по секции живописи. Свыше тридцати лет (1960—1991) преподавала в Средней художественной школе (ныне Художественный Лицей имени Б. В. Иогансона) при Ленинградском институте живописи, скульптуры и архитектуры имени И. Е. Репина.
Скончалась в Петербурге 6 марта 2009 года на 88-м году жизни.
Произведения Т. В. Копниной находятся в художественных музеях и частных собраниях в России, Японии, КНР, США и других странах.

## Выставки
- 1951 год (Ленинград): Выставка произведений ленинградских художников 1951 года.
- 1954 год (Ленинград): Выставка произведений ленинградских художников 1954 года в Государственном Русском музее.
- 1956 год (Ленинград): Осенняя выставка произведений ленинградских художников 1956 года.
- 1957 год (Ленинград): 1917 - 1957. Выставка произведений ленинградских художников.
- 1957 год (Мурманск): Передвижная выставка произведений ленинградских художников 1957 года.
- 1958 год (Ленинград): Осенняя выставка произведений ленинградских художников 1958 года.
- 1960 год (Ленинград): Выставка произведений художников – женщин Ленинграда в ознаменование 50-летия Международного женского дня 8 Марта.
- 1960 год (Ленинград): Выставка произведений ленинградских художников в Государственном Русском музее.
- 1961 год (Ленинград): Выставка произведений ленинградских художников 1961 года.
- 1964 год (Ленинград): Ленинград. Зональная выставка произведений ленинградских художников 1964 года.
- 1971 год (Ленинград): Наш современник. Каталог выставки произведений ленинградских художников 1971 года.
- 1973 год (Ленинград): Натюрморт. Выставка произведений ленинградских художников 1973 года.
- 1973 год (Ленинград): Наш современник. Третья выставка произведений ленинградских художников 1973 года.
- 1975 год (Ленинград): Выставка произведений художников - женщин Ленинграда 1975 года.
- 1997 год (Санкт-Петербург): Выставка «Связь времен. 1932—1997. Художники — члены Санкт-Петербургского Союза художников России. К 65-летию Санкт-Петербургского Союза художников» в ЦВЗ «Манеж».